# Rauchschwalbe

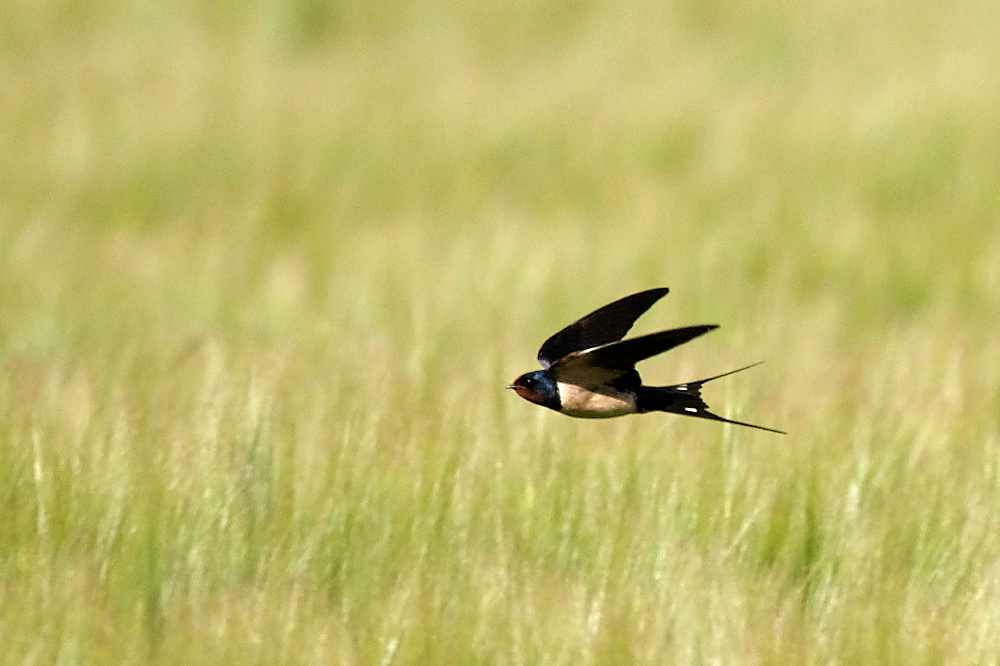
Jagende Rauchschwalbe

Verbreitungsgebiet der Rauchschwalbe:
Brutgebiete
Ganzjähriges Vorkommen
Migration
Überwinterungsgebiete

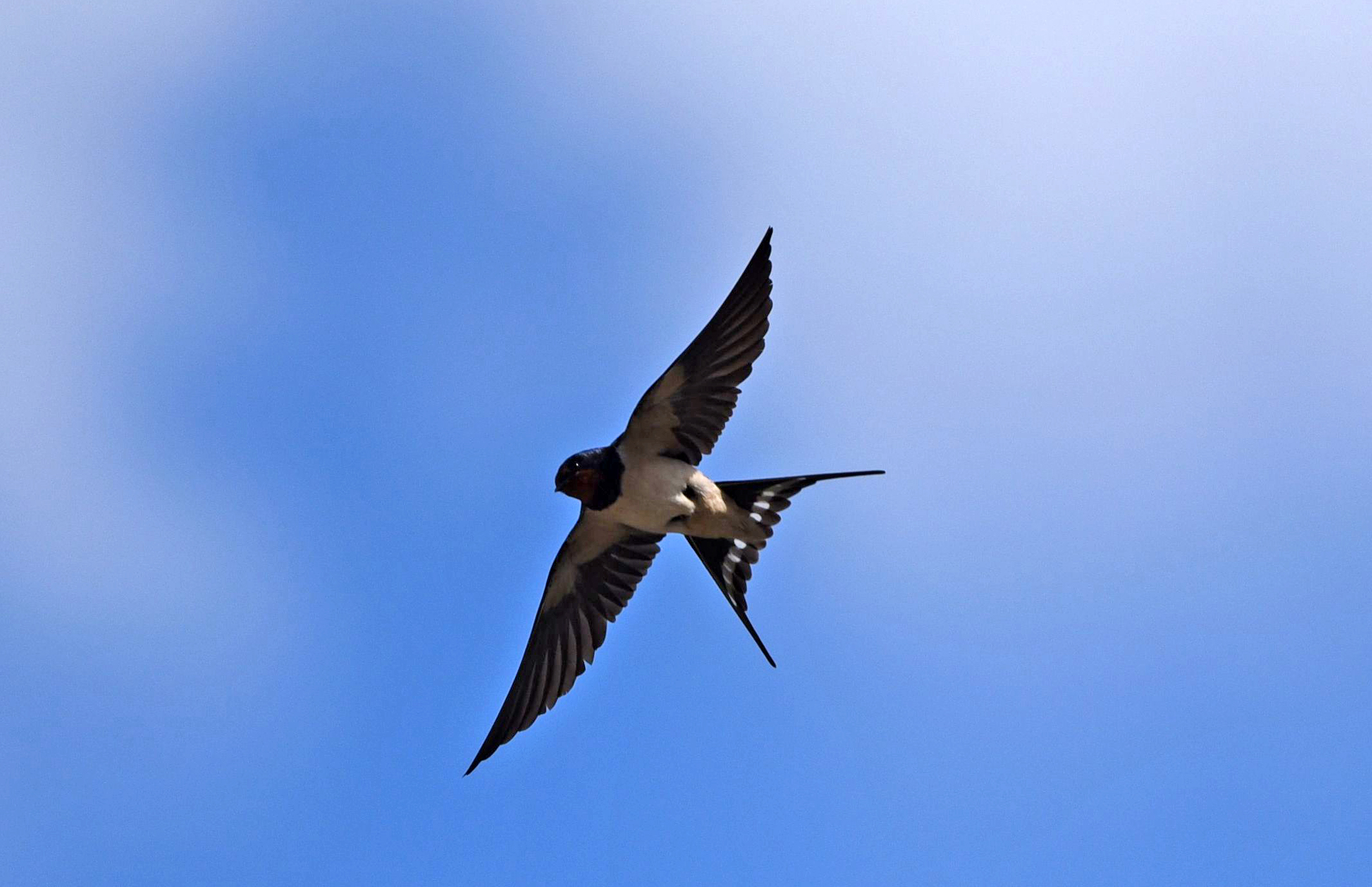
Rauchschwalbe im Flug

Die Rauchschwalbe (Hirundo rustica), auch Hausschwalbe und Gabelschwalbe genannt, ist eine Vogelart aus der Familie der Schwalben (Hirundinidae). Sie ist ein Zugvogel.

## Beschreibung

### Erscheinungsbild
Die Rauchschwalbe ist etwa 19 bis 22 Zentimeter lang, davon entfallen zwei bis sieben Zentimeter auf die Schwanzspieße. Das Gewicht während der Brutzeit beträgt bei Männchen zwischen 16,1 und 21,4 Gramm, Weibchen wiegen zwischen 16 und 23,7 Gramm. Die Flügelspannbreite beträgt 32 bis 34,5 cm.
Die Rauchschwalbe ist sehr schlank, mit einem charakteristischen tief gegabeltem und langem Schwanz. Der Rücken ist metallisch glänzend blau-schwarz. Die Unterseite ist rahmweiß. Charakteristisch ist auch die kastanienbraune Farbe an der Kehle, die ganz schwarz umrahmt ist, sowie an Stirn und Kinn. Auf den Steuerfedern (Schwanzfedern) befinden sich weiße Flecken, die bei gespreiztem Schwanz zu erkennen sind.

### Flugbild und Fluggeschwindigkeit
Der Flug der Rauchschwalbe ist verglichen mit dem der Mehlschwalbe reißender. Eine Rauchschwalbe fliegt mit 10–20 m/s bei 4–10 Flügelschlägen pro Sekunde. Die Flügelschlagfrequenz beträgt bei der Rauchschwalbe durchschnittlich 4,4 Schläge pro Sekunde und ist damit langsamer als bei der Mehlschwalbe mit 5,3 Schlägen pro Sekunde. Grundsätzlich jagt die Rauchschwalbe in tieferen Luftschichten als die Mehlschwalbe. Rauchschwalben erjagen den größten Teil ihrer Beute in einer Flughöhe von sieben bis acht Metern.

## Verhalten

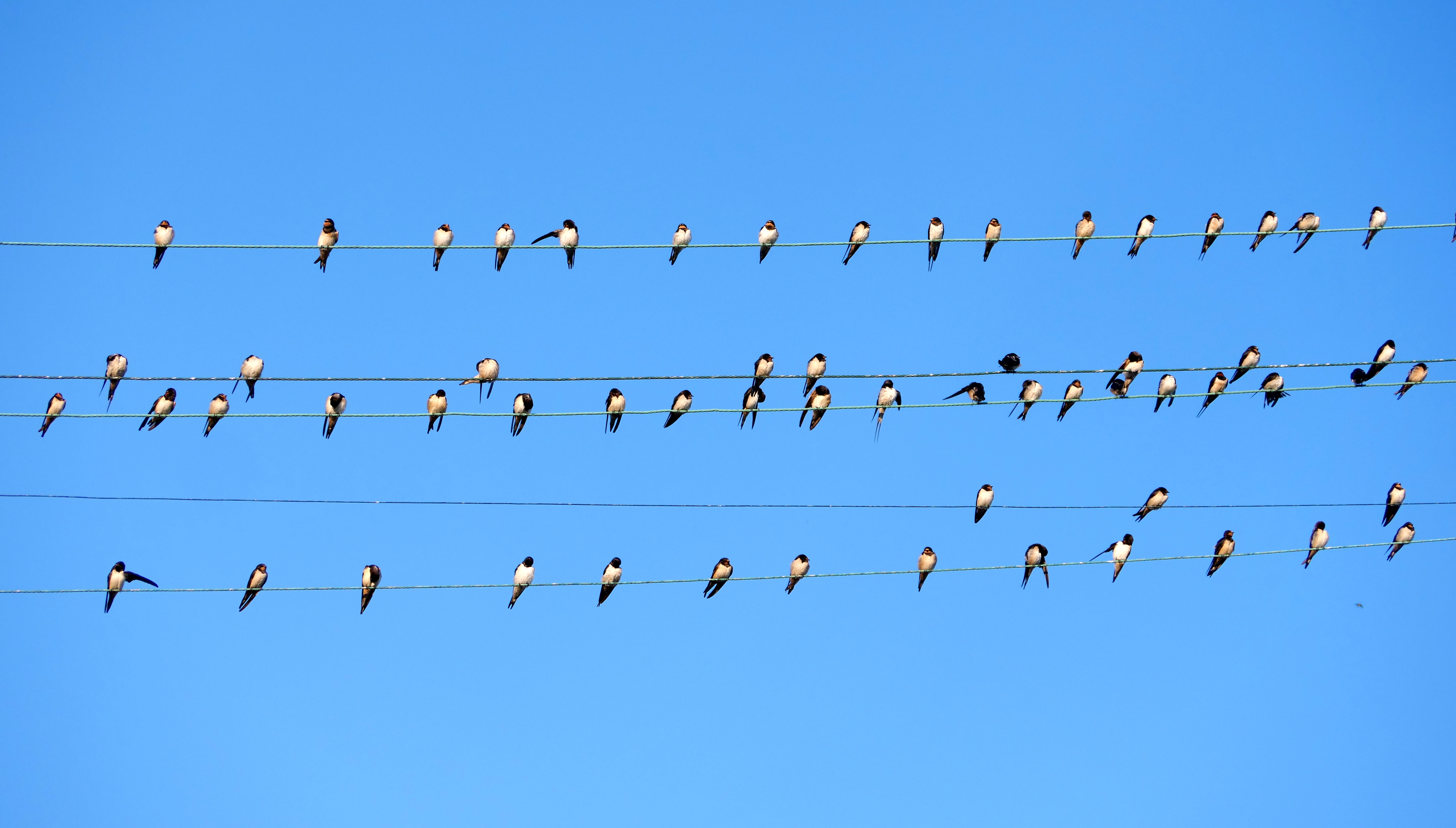
Zwischenstopp ziehender Rauchschwalben (H. rustica)

### Nachbarschaft zu Menschen
Die Rauchschwalbe gilt als klassischer Kulturfolger, obgleich sie nicht in den Städten wohl aber in ländlichen Lebensräumen nah am Menschen lebt. Nester baut sie nicht nur in Viehställen, Nomadenzelten und Bauernhäusern, sondern selbst in Gaststätten. Im Gegensatz zur Mehlschwalbe, die außen am Haus nistet, baut die Rauchschwalbe innerhalb der menschlichen Behausungen ihr Nest. Alfred E. Brehm bezeichnete sie daher als „innere Hausschwalbe“ im Gegensatz zur  Mehlschwalbe als der „äußeren Hausschwalbe“.
Die außergewöhnliche „Anhänglichkeit“ der Rauchschwalbe an den Menschen wurde in verschiedenen populärwissenschaftlichen Darstellungen beschrieben.

### Zugverhalten
Auffallend ist das im August einsetzende Zugverhalten der Rauchschwalben, die sich in immer größeren Gruppen sammeln und zu Tausenden in großen Schilfbeständen übernachten. Typisch sind ihre Reihungen auf Überlandleitungen oder auch auf Dachsimsen, wobei die Vögel – auch nach jedem Auffliegen – konsequent den artgemäßen Individualabstand einhalten. Der Großteil der Rauchschwalben zieht ab Mitte September bis Mitte Oktober in Richtung Winterquartiere. Auch in ihrem Winterquartier West- und Zentralafrika suchen sie große Schlafplätze auf. Der bekannteste liegt im Südosten Nigerias, wo bis zu 1,5 Millionen Rauchschwalben gemeinsam im Elefantengras nächtigen.
Der Heimkehr-Zug aus den afrikanischen Winterquartieren in die mitteleuropäischen Brutgebiete findet zwischen Ende März und Mitte Mai statt. Die Rauchschwalben treffen in der Regel früher ein als die Mehlschwalben. Bei beiden Arten machen sich Männchen ein paar Tage vor den Weibchen auf die Reise und treffen auch einige Tage früher als diese ein. Schwalben fliegen stets nur tagsüber und in Trupps in das afrikanische Winterquartier und zurück.

### Stimme
Der Ruf ist ein hohes „wid wid“ und wird als Kontakt- und Lockruf verwendet. Der Gesang wird im Flug und auch von Warten vorgetragen und ist ein rasch fließendes, melodisches Gezwitscher aus vielen obertonreichen und einigen schnarrenden Elementen.

## Lebensraum und Verbreitung
Der Bestand der Rauchschwalbe wird auf 1,1 Milliarden Individuen geschätzt. Damit ist sie eine der häufigsten Vogelarten überhaupt. Die Art lebt in der offenen Kulturlandschaft, wo es Bauernhöfe, Wiesen und Teiche gibt. Die Tiere verbringen den Sommer zwischen April und September oder Anfang Oktober in ihren Brutgebieten. Diese liegen in ganz Europa, Nordwestafrika, den gemäßigten Gebieten Asiens und in Nordamerika bis hinauf zu einer Höhe von etwa 1000 Metern und bis zum Polarkreis. Die europäischen Rauchschwalben überwintern in Mittel- und Südafrika. Asiatische Winterquartiere gibt es in Indien und in Iran.

## Ernährung
Rauchschwalben jagen Fluginsekten aller Art. Dabei richten sie sich nach dem lokalen Angebot und suchen die Regionen in der Luft aus, die dem Wetter entsprechend das günstigste Angebot bieten. Wenn sie mit Mehlschwalben zusammen jagen, dann im Luftraum unter diesen.

## Vermehrung

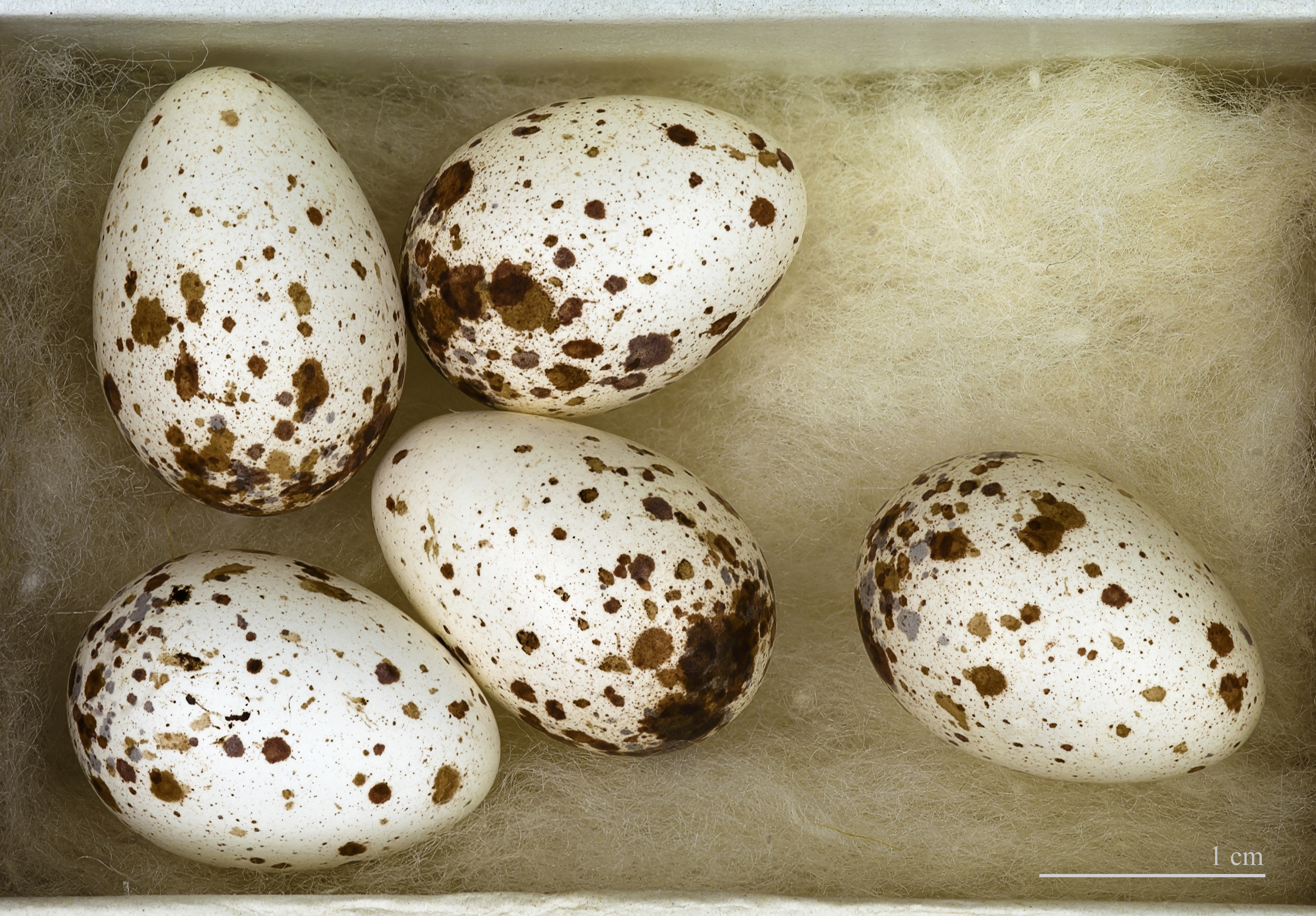
Fünf Rauchschwalbeneier

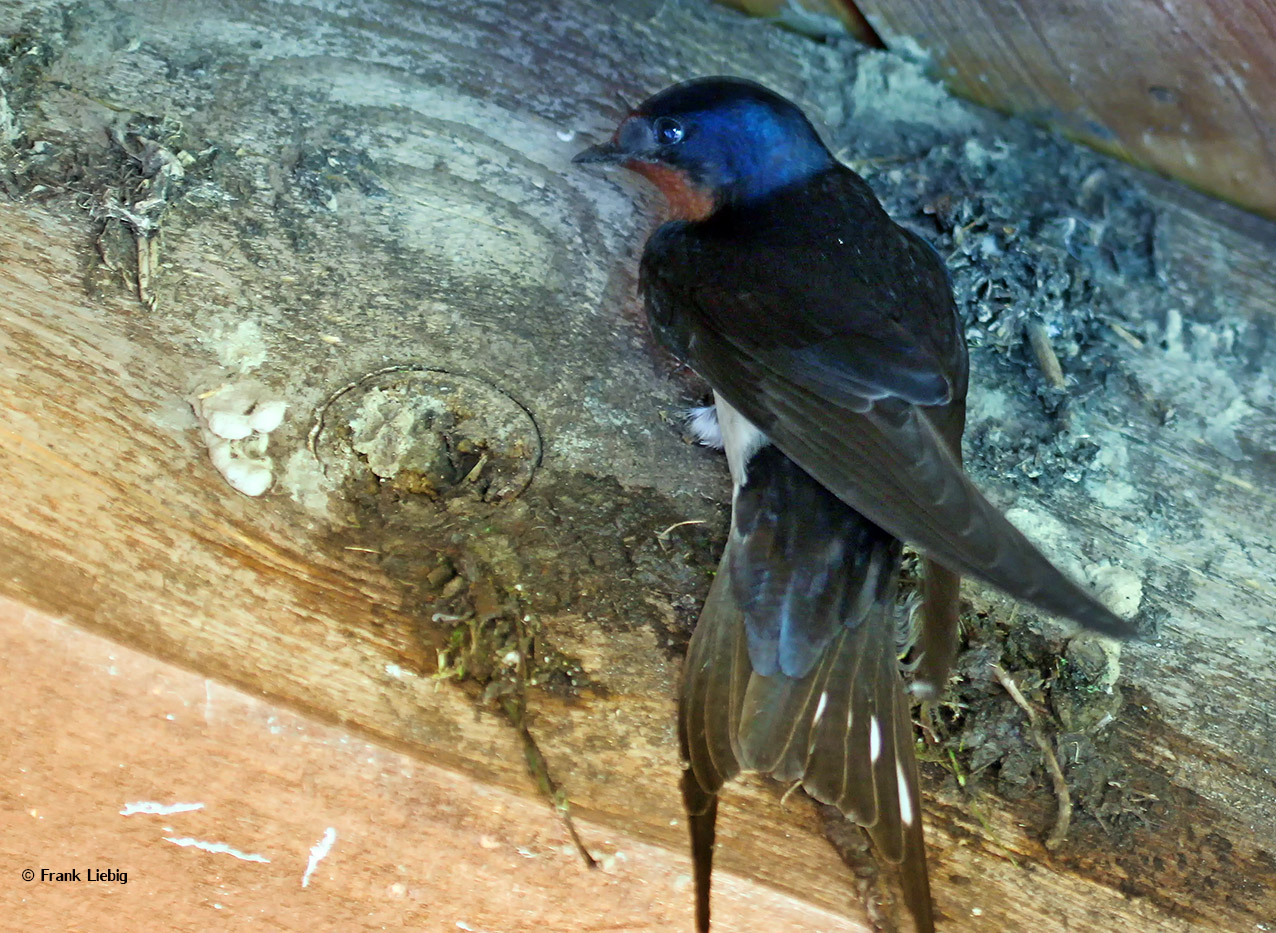
Rauchschwalbe beim Nestbau

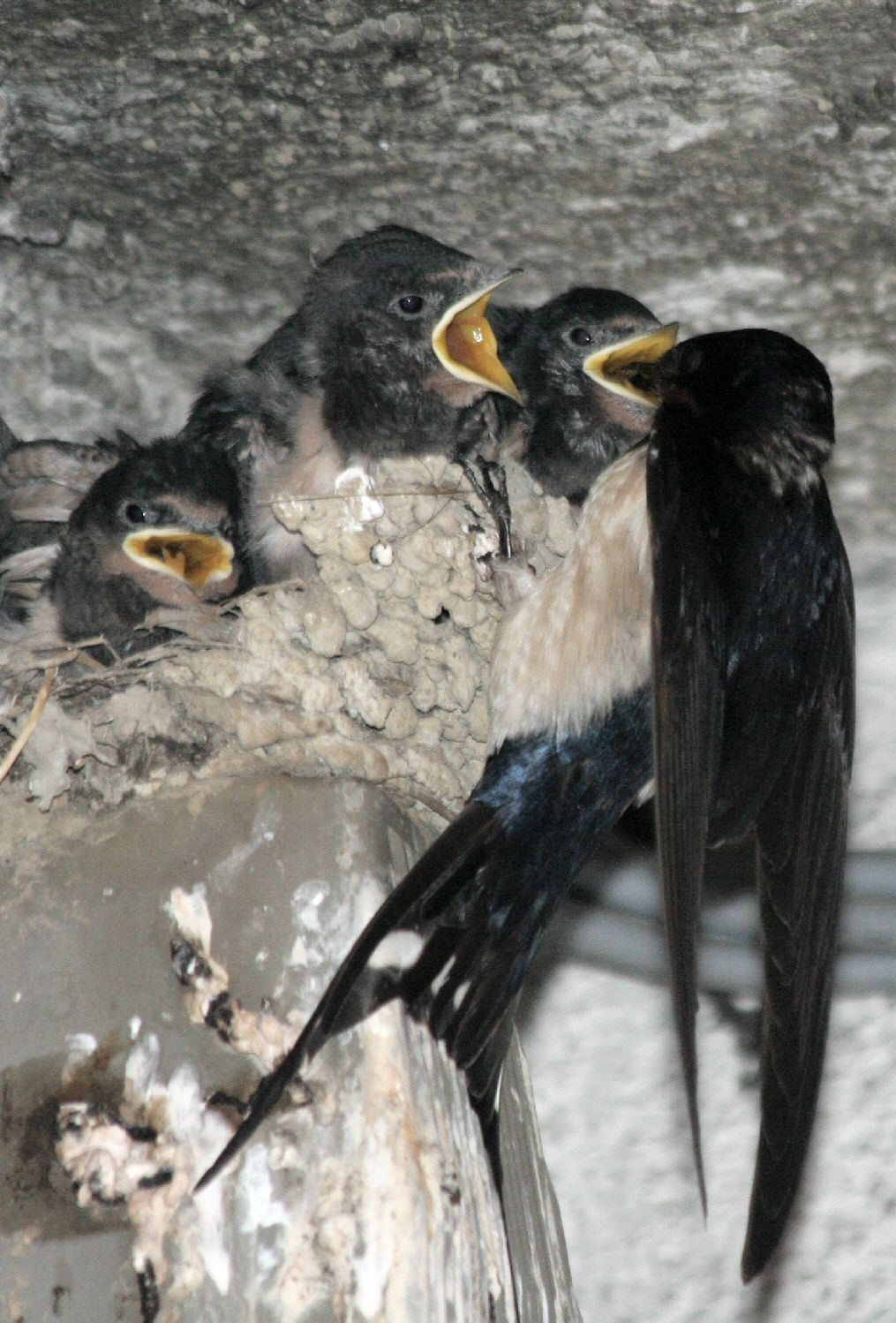
Fütterung

### Paarungsspiel
Die Männchen der nordamerikanischen Rauchschwalbe werben mit ihren rötlich, kastanienbraunen Federn an der Kehle um die Gunst eines Weibchens. Je intensiver ihre Federfarben dort leuchten, umso größer ist ihr Paarungserfolg bei den Weibchen. Nach dem Paarungsspiel ergeben sich im Grunde dauerhafte Paarbindungen.

### Paarbildung
Unabhängig von der prinzipiellen Paarbildung paaren sich die Weibchen gelegentlich auch mit anderen Männchen und es ist durch DNA-Untersuchungen bewiesen, dass sich in den Gelegen immer auch Eier befinden, die von einem anderen Männchen als dem festen Partner befruchtet worden sind.
Hinsichtlich des Paarungsspiels und der Paarbildung bei nordamerikanischen Rauchschwalben hat die amerikanische Biologin Rebecca Safran von der Cornell University in Ithaca, New York, (USA) nachgewiesen, dass trotz einer dauerhaften Paarbindung die Männchen ihre Partnerinnen stets aufs Neue beeindrucken müssen. Vor jeder Brutsaison scheinen die Weibchen die Qualitäten ihres Partners neu zu bewerten. Macht ihr bisheriges Männchen im Vergleich zu einem anderen dabei keine gute Figur, legen sie ihrem Gatten gegebenenfalls wesentlich mehr „Kuckuckseier“ ins Nest. Das bedeutet, dass die Weibchen der nordamerikanischen Rauchschwalben ständig ihre Männchen sehr genau beobachten, rasch auf Veränderungen im Erscheinungsbild ihrer Partner reagieren und für diese das Paarungsspiel letztlich niemals beendet ist.

### Brut
Zum Brüten und für die Aufzucht der Jungen baut die Rauchschwalbe offene, schalenförmige Nester aus Schlammklümpchen und Stroh auf einen Mauervorsprung oder Balken an der Wand in Ställen oder Scheunen und anderen offenen Innenräumen. In früheren Jahrhunderten flogen sie vielfach durch die Öffnungen im Giebel ein und aus, durch die auch der Rauch des Herdfeuers abzog. So erhielten sie den Namen Rauchschwalben. Da sie exzellente Flieger sind, reicht ihnen zum Verlassen des Gebäudes ein Fenster in Kippstellung. Die Nester werden immer wieder benutzt. Dort legt das Weibchen zwei- bis dreimal im Jahr vier bis fünf weiße, braunrot gefleckte Eier, die es 14 bis 17 Tage bebrütet. Beide Eltern füttern nach dem Schlüpfen noch 20 bis 22 Tage und die Jungen verlassen in diesem Alter auch erstmals das Nest. Bemerkenswert ist, dass die älteren Jungen beim Füttern der zweiten Brut helfen.
Rauchschwalben sind beim Brüten weniger gesellig als Mehlschwalben. Deshalb sollten künstliche Rauchschwalbennester als Nisthilfen nicht direkt nebeneinander aufgehängt werden. Der Abstand vom Nestrand bis zur Decke sollte mehr als 6 cm betragen.

## Gefährdung
In der Roten Liste der Brutvögel Deutschlands von 2020 wird die Art in der Kategorie V (Vorwarnliste) geführt, seit 2015 in der Roten Liste von Niedersachsen und Bremen als gefährdet.

## Sonstiges
Die Rauchschwalbe war 1979 Vogel des Jahres in Deutschland und 2004 Vogel des Jahres in der Schweiz.
Die Rauchschwalbe ist der Nationalvogel Estlands und war von 1962 bis 1964 der Nationalvogel Österreichs.
Die Rauchschwalbe ist Teil des Firmenemblems der chinesischen Fluggesellschaft China Eastern Airlines.